# Xotidium tubuliferum
Xotidium tubuliferum – gatunek chrząszcza z rodziny kusakowatych, podrodziny łodzikowatych i plemienia Scaphisomatini.
Gatunek ten opisany został w 2011 roku przez Ivana Löbla.
Chrząszcz o ciele długości 1,6 mm, barwy rudobrązowej do smolistej z ledwo jaśniejszymi udami, goleniami i nasadowymi segmentami odwłoka oraz prawie żółtawymi stopami, czułkami i wierzchołkowymi segmentami odwłoka. Przedplecze i pokryw bardzo drobno punktowane. Rzędy przypodstawowe pokryw łączą rzędy boczne i przyszwowe. Odwłok i boki zapiersia bez punktowania. Samiec ma edeagus długości 0,72 mm, pozbawiony zesklerotyzowanego flagellum i wyposażony w drobne, kolcowate struktury u nasady torebki wewnętrznej oraz długie i rozszerzone części szczytowe paramer.
Owad spotykany w butwiejących kłodach. Znany tylko z filipińskiej wyspy Leyte.